# Lawrence Sephaka
Pas d'image ? Cliquez ici

a Compétitions nationales et continentales officielles uniquement.

b Matchs officiels uniquement.
Dernière mise à jour le 9 septembre 2018.
Lawrence Dumisani Sephaka (dit Kabils) est un joueur de rugby à XV sud-africain, né le 8 août 1978 à Johannesburg (Afrique du Sud). Il joue en équipe d'Afrique du Sud et évolue au poste de pilier gauche ou droit (1,78 m pour 115 kg).
Il a joué dans toutes les équipes de jeunes d'Afrique du Sud et est le premier pilier noir Springbok de toute l'histoire rugbystique de l'Afrique du Sud.
En 2014, il coache l'équipe féminine d'Afrique du Sud à la Coupe du monde 2014 en France.

## Carrière

### En club
- 2007-2008 : RC Toulon  France

### En province
- 1998-1999 : Golden Lions (-21)  Afrique du Sud
- 2000 : Falcons (Currie Cup)  Afrique du Sud
- 2001-2002 et 2004-2006: Lions (Currie Cup)  Afrique du Sud
- 2007 : Impala Leopards (Currie Cup)  Afrique du Sud
- 2007 : Golden Lions (Currie Cup)  Afrique du Sud
- 2008-2010 : Golden Lions (Currie Cup)  Afrique du Sud

### En franchise
- 2001-2003 : Cats (Super 12)  Afrique du Sud
- 2004 : Sharks (Super 12)  Afrique du Sud
- 2005-2007 : Cats appelée Lions depuis 2007 (Super 12 puis Super 14 depuis 2006)
- 2009 : Lions (Super 14)

### En équipe nationale
Il a honoré sa première cape internationale en équipe d'Afrique du Sud le 1er décembre 2001 par une victoire 43-20 contre l'équipe des États-Unis.

## Palmarès

### En club
- Champion de France de Pro D2 : 2008

### En équipe nationale
(À jour au 01.01.07)
- 24 sélections en équipe d'Afrique du Sud depuis 2001
- Sélections par année : 1 en 2001, 6 en 2002, 9 en 2003, 4 en 2005, 4 en 2006
- Tri-nations disputés : 2002, 2003, 2006
- International Sud Africain des - de 23 ans
- International Sud Africain des - de 21 ans :
  - Vainqueur du Championnat SANZAR/UAR : 1999
- International Sud Africain des - de 19 ans

En coupe du monde :
- 2003 : 3 sélections (Uruguay, Angleterre, Géorgie)

### Personnel
- Meilleur Joueur d'Afrique du Sud : 2002